# Marjatta Nuoreva
Helvi Riitta Marjatta Nuoreva-Westerberg, född 27 februari 1944 i Heinola, död 9 maj 2021, var en finländsk grafiker. 
Nuoreva studerade 1962–1964 vid Helsingfors universitets ritsal och 1963–1968 vid Konstindustriella läroverket samt ställde ut första gången 1974 och har sedan dess tillhört de främsta inom finländsk konstgrafik. Hennes huvudsakliga tekniker är mezzotinta, torrnål, teckningar i tusch och bläck samt tempera- och akvarellmåleri. Huvudmotiv är naturen, kustlandskap med klippor och stenar samt figurer och gåtfulla interiörer, som i grafiken alltid skildrats i svartvitt. Landskapsmotiven härstammar förutom från den finländska och åländska skärgården bland annat från Italien, Färöarna och Norge. 
Bland Nuorevas offentliga arbeten märks torrnålsetsningen Berget i Riksdagshuset i Helsingfors (1981). Hon tillhörde bland annat Konstgrafikernas styrelse 1979–1989, Konstnärsgillets delegation 1979–1984, föreningen Luova grafiikka ry. 1985–1993, ordförande 1991–1993; ordförande för konstnärsgillet i Jyväskylä 1978 och länskonstnär i Mellersta Finlands län 1982–1986. Åren 1969–1973 verkade hon som teckningslärare i Helsingfors. Från 1964 tillhörde hon konstnärsgruppen Kaskipuros skola.